# Oliver Geis
Oliver Geis (Limburgo del Lahn, 20 de junio de 1991) es un deportista alemán que compite en tiro, en la modalidad de pistola.
Ganó una medalla de plata en el Campeonato Mundial de Tiro de 2014 y dos medallas en el Campeonato Europeo de Tiro, en los años 2015 y 2022.
En los Juegos Europeos consiguió tres medallas, bronce en Bakú 2015 y dos de oro en Minsk 2019.

## Palmarés internacional
| Campeonato Mundial | Campeonato Mundial  | Campeonato Mundial | Campeonato Mundial           |
| Año                | Lugar               | Medalla            | Prueba                       |
| ------------------ | ------------------- | ------------------ | ---------------------------- |
| 2014               | Granada (España)    | Medalla de plata   | Pistola rápida de fuego 25 m |
| Juegos Europeos    |                     |                    |                              |
| Año                | Lugar               | Medalla            | Prueba                       |
| 2015               | Bakú (Azerbaiyán)   | Medalla de bronce  | Pistola rápida de fuego 25 m |
| 2019               | Minsk (Bielorrusia) | Medalla de oro     | Pistola rápida de fuego 25 m |
| 2019               | Minsk (Bielorrusia) | Medalla de oro     | Pistola 25 m mixto           |
| Campeonato Europeo |                     |                    |                              |
| Año                | Lugar               | Medalla            | Prueba                       |
| 2015               | Maribor (Eslovenia) | Medalla de oro     | Pistola rápida de fuego 25 m |
| 2022               | Breslavia (Polonia) | Medalla de plata   | Pistola rápida de fuego 25 m |